# Майлз Гейзер
Майлз Гейзер (англ. Miles Dominic Heizer; нар.16 травня 1994) — американський актор, найбільш відомий ролями у серіалах «Батьківство» (2010—2015) та «13 причин чому» (2017).

## Біографія
Гейзер народився 16 травня 1994 року в місті Грінвілл, штат Кентуккі. Його мати медсестра. Має старшу сестру Морію. Сім'я Майлза переїхала в Лос-Анджелес, коли йому було десять років. Його акторський дебют відбувся в епізоді «Нічого втрачати» телесеріалу «C.S.I.:Місце злочину Маямі», де він виконав роль Джоуї Евертона. Потім він знявся у короткометражному фільмі «Парамедик» у ролі Джеймса. З тих пір Гейзер з'являвся як запрошена зірка в епізодах телесеріалів «Та, що говорить з привидами», «Акула», «Кістки» та «Приватна практика».
У 2007 році Гейзер зіграв Деві Даннера у фільмі «Rails & Ties», за що був номінований на премію Молодий актор за найкращу головну роль у художньому фільмі. У тому ж році він мав епізодичну роль у телесеріалі NBC «Швидка допомога». У 2010 році він був обраний на роль Дрю Голта у драматичному серіалі NBC «Батьківство». Його найкраща подруга Мей Вітман грала у серіалі роль його сестри Амбер Голт. Майлз і Мей сусіди по кімнаті.
У 2013 році Гейзер виконав роль Джоша у фільмі «Некерований». У 2015 році він мав другорядну роль Маршалла Ловетта у драматичному трилері «Стенфордський тюремний експеримент», прем'єра якого відбулася на кінофестивалі Санденс 26 січня 2015 року. У 2016 році Гейзер знявся у фільмі «Нерв» в ролі Томмі. У 2017 році, Майлз зіграв у телесеріалі Netflix «13 причин чому», де виконав роль Алекса Стендалла.

## Особисте життя
У 19 років Хайзер зізналася у своїй належності до ЛГБТ.

## Фільмографія
| Рік       |    | Українська назва                   | Оригінальна назва              | Роль           |
| --------- | -- | ---------------------------------- | ------------------------------ | -------------- |
| 2005      | с  | C.S.I.: Місце злочину Маямі        | CSI: Miami                     | Джоуї Евертон  |
| 2006      | с  | Та, що говорить з привидами        | Ghost Whisperer                | Джейк Моррісон |
| 2006      | ф  | Парамедик                          | Paramedic                      | Джеймс         |
| 2007      | с  | Акула                              | Shark                          | Джекі Бакнер   |
| 2007      | с  | Кістки                             | Bones                          | Джоуї          |
| 2007      | с  | Приватна практика                  | Private Practice               | Майкл          |
| 2007      | с  |                                    | ER                             | Джошуа Ліпнікі |
| 2007      | ф  |                                    | Rails & Ties                   | Деві Даннер    |
| 2008      | кф |                                    | Loon                           |                |
| 2009      | с  |                                    | Cold Case                      | Кейт Оатс      |
| 2010—2015 | с  | Батьківство                        | Parenthood                     | Дрю Голт       |
| 2012      | кф |                                    | The Arm                        |                |
| 2013      | ф  | Некерований                        | Rudderless                     | Джош           |
| 2015      | ф  | Стенфордський тюремний експеримент | The Stanford Prison Experiment |                |
| 2015      | ф  |                                    | Memoria                        | Саймон         |
| 2015      | кф |                                    | The Red Thunder                | Денні          |
| 2016      | ф  | Нерв                               | Nerve                          | Томмі          |
| 2017      | ф  |                                    | Roman J. Israel, Esq.          | Кайл           |
| 2017—…    | с  | 13 причин чому                     | 13 Reasons Why                 | Алекс Стендалл |
| 2018      | ф  | З любов'ю, Саймон                  | Love, Simon                    | Кел Прайс      |